# Ex monastero francescano di Santa Maria delle Grazie
(Effemeride sacra profana di quanto di memorabile sia successo in Bergamo - Donato Calvi)
Il  monastero francescano della Madonna delle Grazie è un complesso monacale con la chiesa e annessi i locali dei monaci, in via XX settembre a Gandino, provincia di Bergamo, edificato nel XV secolo, forse su una chiesa preesistente, e soppresso con l'avvento della Repubblica Cisalpina il 15 giugno 1798.

## Storia
L'edificazione del monastero risale al XV secolo, sicuramente in costruzione quanto il 15 giugno 1471 padre Antonio da Varese con altri diciassette frati vi si insediò. Nel medesimo anno il comune di Gandino istituì un fondo speciale dato in gestione a sette fabbriceri. I locali erano composti da un'infermeria, la chiesa e un dormitorio costruito nel 1478, con la conclusione dell'edificazione di tutti gli edifici del monastero entro il 1481 e la consegna dei locali a padre Lodovico da Val Camonica vicario dell'Ordine per Brescia, Bergamo e Crema. 
La chiesa fu consacrata il 17 maggio 1489 dal vescovo Leone di Scitia, intitolata alla Madonna delle Grazie e ai santi Bernardino e Francesco, dal nome della località fu anche chiamata Santa Maria ad Ruviales.
Nel 1494 la confraternita dell'Immacolata Concezione commissionò ad Antonio Marinoni la decorazione in oro di un'ancona lignea per l'altare dell'Immacolata, presente nella sala capitolare che risulta fosse ultimata nel 1496.
Gli atti della visita pastorale di san Carlo Borromeo del 22 novembre 1575, citano la presenza di otto altari più quello maggiore, ma non la loro intitolazione.
Nel 1597 il monastero passò ai padri Riformatori della provincia di Brescia, con il gandinese padre Giacomo Mosconi. L'avvento della Repubblica Cisalpina, con decreto del 15 giugno 1798, soppresse l'ordine obbligando alla vendita dei locali all'asta. Fu acquisito dall'Ospedale Civile di Gandino in nome di Giovanni Maria Campana per L. 16.000 compreso la chiesa, lasciando i frati presenti fino al 2 novembre 1807. Una lettera inviata al prefetto della medesima data, indica che questi lasciando i locali, delocarono anche mobili e arredi compresi i quadri..

## Descrizione
Dopo la soppressione del monastero, furono fatti i rilevamenti cartografici dove risulta che la chiesa era originariamente divisa in due parti, una dedicata ai fedeli e una al clero e che misurava 38 m di lunghezza per 12,89 di larghezza. La parte riservata ai fedeli aveva una copertura a capriate di legno separata da un muro con cancellata dalla sezione presbiteriale destinata al clero di misura leggermente inferiore con una copertura a crociera costolonata. Un ulteriore documento descrive la divisoria formata da tre archi, due laterali più piccoli chiusi da cancellate
La trasformazione dei locali della chiesa venne documentata da Giovanni Maironi da Ponte nel 1819, locali che nel 1868 divennero orfanotrofio e ospedale con il passaggio di proprietà all'amministrazione comunale e nel 1873 a un ente morale, che adattò il presbiterio in una cappella di preghiera per gli ospiti. La grande aula delle chiesa fu divisa longitudinalmente in due parti, una per il reparto maschile e una femminile, mentre gli altari laterali divennero camerette o ripostigli, anche sul presbiterio, l'altare venne posto sopra una piedistallo per essere visto da tutti i degenti, 
Le trasformazioni proseguirono fino al 1957 quando l'ente chiese di poter distruggere completamente i locali della ex chiesa ormai decadente, per poter costruire un nuovo padiglione più funzionale. La Sovraintendenza fermò i lavori pensando di salvare eventuali affreschi che potevano trovarsi sotto l'intonacatura. Purtroppo però nel 1964 la chiesa ebbe un crollo forse dovuto a quelle parti che erano comunque state rimosse. Il crollo ebbe grande eco tanto da essere reso pubblico sul Giornale di Bergamo del 2 settembre 1964, che riportò anche le foto della parti danneggiate dalle quali risultarono visibili gli affreschi perduti..
Dai documenti si rileva che il monastero aveva un solo chiostro posto sulla parete sinistra della chiesa e diviso in due parti da un grande porticato centrale, ancora visitabile.

### Le opere
Testimoniate sia dal Tassi che dal Calvi la presenza di numerose opere artistiche nel monastero e nella chiesa che ebbero con la loro chiusura una diversa collocazione.
La pala dell'Assunta di Enea Salmeggia datata 1621 che era collocata sull'altare maggiore commissionata dalla famiglia Giovanelli di Gandino, fu venduta all'asta al valore di L 106, e acquistata dal prelato Giovan Battista Conti. Questi aveva rilevato molte delle opere che si trovavano sul mercato, perché non si perdessero,  e che donò alla chiesa di Sant'Alessandro della Croce di Bergamo, dove anche questa tela è conservata.
Del dipinto Deposizione di Cristo nel sepolcro di Giovan Battista Moroni commissionato dalle monache, è documentato il passaggio di proprietà dal capomastri Alessandro Ferrari a un certo Limonta. Furono Alessandro e Giovanni Limonta a donarlo all'Accademia Carrara di Bergamo con una lettera accompagnatoria del 27 aprile 1914 dove risulta che il dipinto fosse di proprietà di don Giuseppe Limonta..
Vi è testimonianza di alcuni affreschi strappati risalenti al XIV secolo, immessi sul mercato dell'antiquariato e acquistati da detti Fratelli Steffanoni di Bergamo al prezzo di L 300. Alcune pitture a fresco furono strappate nel 1921 e collocate presso il Museo della basilica di Gandino, tra queste i lavori attribuiti ai Marinoni Compianto di Cristo, Santo vescovo non identificato,  Cristo alla colonna e Cristo portacroce.